# Джек, Майлз
Майлз Дэвид Джек (англ. Myles David Jack; род. 3 сентября 1995, Скотсдейл, Аризона, США) — профессиональный американский футболист, выступавший на позиции лайнбекера. С 2016 по 2021 год играл в составе «Джэксонвилл Джагуарс», сезон 2022 года провёл в клубе «Питтсбург Стилерз». На студенческом уровне выступал за команду Калифорнийского университета в Лос-Анджелесе. На драфте НФЛ 2016 года был выбран во втором раунде.

## Биография
Майлз Джек родился 3 сентября 1995 года в Скотсдейле, один из двух сыновей в семье. Он окончил старшую школу в городе Белвью в штате Вашингтон. Во время учёбы он играл за её футбольную и баскетбольную команды, занимался лёгкой атлетикой. В 2013 году Джек стал победителем школьного чемпионата штата в эстафетах 4 по 100 и 4 по 400 метров. В футбольной команде он играл лайнбекером и раннинбеком, в выпускной год сделал 24 сэка. После окончания школы он занимал четвёртое место в рейтинге внешних лайнбекеров страны по версии сайта Scout.

### Любительская карьера
В 2013 году Джек поступил в Калифорнийский университет в Лос-Анджелесе. В дебютном сезоне в NCAA он сыграл в тринадцати матчах, двенадцать из которых начал в стартовом составе. Он сделал 76 захватов и сбил 11 передач, занёс один тачдаун на возврате перехвата. В нападении он играл раннинбеком, за сезон сделав семь тачдаунов на выносе. По итогам сезона Джек вошёл в число претендентов на Пол Хорнанг Эворд самому универсальному игроку студенческого футбола. По итогам опроса тренеров он был назван Новичком года в защите и в нападении в конференции Pac-12.
Во втором сезоне в карьере Джек стал стартовым лайнебекером команды, сыграл в стринадцати матчах и сделал 88 захватов, в том числе восемь с потерей ярдов. На позиции бегущего он выходил на поле в девяти играх, набрав на выносе 113 ярдов с тремя тачдаунами. В 2015 году Джек сыграл всего три матча. На тренировке он получил травму, а после восстановления объявил о завершении выступлений и дальнейшей подготовке к драфту НФЛ.

#### Статистика выступлений в NCAA
| Сезон | Команда     | Игры | Захваты | Захваты | Захваты | Захваты | Захваты | Перехваты | Перехваты | Перехваты | Перехваты | Перехваты | Фамблы | Фамблы | Фамблы | Фамблы |
| Сезон | Команда     | Игры | Solo    | Ast     | Tot     | Loss    | Sk      | Int       | Yds       | Y/R       | TD        | PD        | FR     | Yds    | TD     | FF     |
| ----- | ----------- | ---- | ------- | ------- | ------- | ------- | ------- | --------- | --------- | --------- | --------- | --------- | ------ | ------ | ------ | ------ |
| 2013  | УКЛА Брюинз | 13   | 51      | 25      | 76      | 7,0     | 1,0     | 2         | 67        | 33,5      | 1         | 11        | 2      | 0      | 0      | 1      |
| 2014  | УКЛА Брюинз | 13   | 57      | 30      | 87      | 8,0     | 0,0     | 1         | 41        | 41,0      | 0         | 7         | 0      | 0      | 0      | 0      |
| 2015  | УКЛА Брюинз | 3    | 9       | 6       | 15      | 0,0     | 0,0     | 1         | 3         | 3,0       | 0         | 1         | 0      | 0      | 0      | 0      |
| Всего | Всего       | 29   | 117     | 61      | 178     | 15,0    | 1,0     | 4         | 111       | 27,8      | 1         | 19        | 2      | 0      | 0      | 1      |

### Профессиональная карьера
Перед драфтом НФЛ 2016 года сайт Pro Football Focus называл Джека одним из лучших выходящих на него игроков. Сильными сторонами игрока называли его действия в прикрытии, надёжность против выносной игры и при захватах, высокий уровень атлетизма, возможность сыграть в роли пас-рашера. Главным минусом называлось большое количество допускаемых им нарушений правил. Высказывались опасения по поводу последствий серьёзной травмы колена. Указывалось, что по своим антропометрическим данным Джек находится между типичными сэйфти и лайнбекером, что тоже могло повлиять на его перспективы на драфте.  

#### Джэксонвилл Джагуарс
На драфте Джек был выбран «Джэксонвиллом» во втором раунде. В мае 2016 года он подписал с клубом четырёхлетний контракт новичка на общую сумму 6,3 млн долларов. В дебютном сезоне его роль в защите команды была ограниченной, Джек сыграл на месте лайнбекера только 21 % розыгрышей, сделав 24 захвата. Летом 2017 года тренерский штаб «Джагуарс» перевёл его на место центрального лайнбекера, поменяв местами с ветераном Полом Послазни. По ходу предсезонных сборов Джек прогрессировал и на хорошем уровне сыграл первый тренировочный матч, но через два дня после него координатор защиты Тодд Уош снова поменял игроков позициями. В регулярном чемпионате он выходил на месте центрального лайнбекера в построении с пятью ди-бэками, а в базовой схеме 4—3 действовал с сильной стороны. Джек стал вторым в команде по количеству сделанных захватов, а в трёх матчах плей-офф отличился сэком, перехватом и форсированным фамблом.
В сезоне 2018 года Джек играл центральным лайнбекером и установил личные рекорды по количеству захватов и сэков. По оценкам сайта Pro Football Focus он занял 34 место среди всех лайнбекеров НФЛ. В августе 2019 года он продлил контракт с клубом ещё на четыре сезона, сумма соглашения составила 57 млн долларов. После этого он стал третьим в списке самых высокооплачиваемых центральных лайнбекеров лиги. Джек сыграл одиннадцать матчей регулярного чемпионата, досрочно завершив сезон из-за травмы колена. В 2019 году он сделал 66 захватов и перехват. После окончания сезона «Джэксонвилл» подписал контракт со свободным агентом Джо Шобертом, после чего Джека перевели на место лайнбекера слабой стороны. Регулярный чемпионат 2020 года стал лучшим в его карьере. Несмотря на два пропущенных матча, он установил новые личные рекорды по числу сделанных захватов и сбитых передач. Летом 2021 года сайт ESPN включил его в десятку лучших лайнбекеров лиги.
В чемпионате 2021 года Джек был одним из основных лайнбекеров «Джагуарс», но его эффективность по сравнению с предыдущим чемпионатом снизилась. В пятнадцати матчах он сделал 108 захватов, не отметившись другими результативными действиями. Также он был номинирован на награду Человеку года имени Уолтера Пейтона, присуждаемую игрокам за общественную деятельность. В марте 2022 года клуб подписал контракт с Фойесаде Олуоканом, после чего объявил об отчислении Джека, освободив дополнительные средства под потолком зарплат.

#### Заключительный этап карьеры
Шестнадцатого марта 2022 года Джек подписал двухлетний контракт на 16 млн долларов с клубом «Питтсбург Стилерз». В регулярном чемпионате он провёл за клуб пятнадцать игр, тринадцать из них как игрок стартового состава, сделав 104 захвата. Несмотря на уверенную игру и небольшой возраст, в марте 2023 года руководство клуба решило отчислить Джека, освободив 8 млн долларов под потолком зарплат. В августе он подписал однолетний контракт с «Филадельфией», а спустя две недели передумал и объявил о завершении спортивной карьеры.

#### Статистика выступлений в НФЛ

##### Регулярный чемпионат
| Сезон | Команда              | Игры | Захваты | Захваты | Захваты | Захваты | Захваты | Перехваты | Перехваты | Перехваты | Перехваты | Перехваты | Фамблы | Фамблы | Фамблы | Фамблы |
| Сезон | Команда              | Игры | Solo    | Ast     | Tot     | Loss    | Sk      | Int       | Yds       | Y/R       | TD        | PD        | FR     | Yds    | TD     | FF     |
| ----- | -------------------- | ---- | ------- | ------- | ------- | ------- | ------- | --------- | --------- | --------- | --------- | --------- | ------ | ------ | ------ | ------ |
| 2016  | Джэксонвилл Джагуарс | 16   | 18      | 6       | 24      | 1       | 0,5     | 0         | 0         | 0,0       | 0         | 2         | 0      | 0      | 0      | 0      |
| 2017  | Джэксонвилл Джагуарс | 16   | 66      | 24      | 90      | 5       | 2,0     | 0         | 0         | 0,0       | 0         | 3         | 1      | 81     | 1      | 0      |
| 2018  | Джэксонвилл Джагуарс | 16   | 75      | 32      | 107     | 1       | 2,5     | 1         | 32        | 32,0      | 1         | 1         | 1      | 0      | 0      | 1      |
| 2019  | Джэксонвилл Джагуарс | 11   | 42      | 24      | 66      | 3       | 0,5     | 1         | 14        | 14,0      | 0         | 4         | 0      | 0      | 0      | 0      |
| 2020  | Джэксонвилл Джагуарс | 14   | 72      | 46      | 118     | 6       | 1,0     | 1         | 0         | 0,0       | 0         | 5         | 2      | 16     | 0      | 1      |
| 2021  | Джэксонвилл Джагуарс | 15   | 62      | 46      | 108     | 3       | 0,0     | 0         | 0         | 0,0       | 0         | 0         | 0      | 0      | 0      | 0      |
| 2022  | Питтсбург Стилерз    | 15   | 61      | 43      | 104     | 3       | 0,0     | 0         | 0         | 0,0       | 0         | 3         | 0      | 0      | 0      | 0      |
| Всего | Всего                | 103  | 396     | 221     | 617     | 22      | 6,5     | 3         | 46        | 15,3      | 1         | 18        | 4      | 97     | 1      | 2      |

##### Плей-офф
| Сезон | Команда              | Игры | Захваты | Захваты | Захваты | Захваты | Захваты | Перехваты | Перехваты | Перехваты | Перехваты | Перехваты | Фамблы | Фамблы | Фамблы | Фамблы |
| Сезон | Команда              | Игры | Solo    | Ast     | Tot     | Loss    | Sk      | Int       | Yds       | Y/R       | TD        | PD        | FR     | Yds    | TD     | FF     |
| ----- | -------------------- | ---- | ------- | ------- | ------- | ------- | ------- | --------- | --------- | --------- | --------- | --------- | ------ | ------ | ------ | ------ |
| 2017  | Джэксонвилл Джагуарс | 3    | 16      | 3       | 19      | 2       | 1,0     | 1         | 0         | 0,0       | 0         | 3         | 1      | 0      | 0      | 1      |
| Всего | Всего                | 3    | 16      | 3       | 19      | 2       | 1,0     | 1         | 0         | 0,0       | 0         | 3         | 1      | 0      | 0      | 1      |